# Charlotte Hartmann-Solle
Charlotte Hartmann (* 11. April 1898 in Berlin; † 22. Juni 1986 in Lemgo) war eine deutsche Malerin und Keramikerin. Als künstlerische Leiterin der Malabteilung prägte sie von 1919 bis 1924 die Produkte der bekannten Steingutfabrik Velten-Vordamm.

## Leben und Werk
Charlotte Hartmann studierte von 1916 bis 1918 an der Hochschule für Künste in Berlin und ab 1918 an der Unterrichtsanstalt des Kunstgewerbemuseums Berlin.
Die Maler und Grafiker Ernst Böhm und Adolf Strübe gehörten während ihres zweiten Studiums zu Hartmanns Lehrern. Durch die Vermittlung des deutschen Bildhauers und Grafikers Gerhard Marcks wurde Hartmann für die Position der künstlerischen Leitung in der Malabteilung der Steingutfabrik Velten-Vordamm vorgeschlagen, die sie dann fünf Jahre ausführte. Sie entwarf in dieser Zeit vor allem Dekore für Steingutgeschirr, Zierkeramik und später Fayence. Vereinzelt wurden ihre Entwürfe auch für Vasen, Kerzenständer oder weitere Gebrauchskeramik genutzt. Hartmanns Dekore wurde besonders wegen ihrer ausgeprägten Farbigkeit geschätzt. Meistens bestanden ihre Formentwürfe aus einfachen geometrischen Grundformen. Bei den Dekoren setze sie auf eine freie Handmalerei mit wenigen Strichen und verzichtete auf Schablonen. Diese Arbeitsweise machte die Produktion in der Fabrik effizienter und Charlotte Hartmann zu einer der bedeutendsten Malerinnen und Entwerferinnen Velten-Vordamms. Ihre Entwürfe galten als traditionell, was die Produkte für eine größere Zielgruppe attraktiv machte. Neben ihrer eigenen künstlerischen Tätigkeit war sie während ihrer Zeit im Firmenhauptsitz in Velten auch für die Ausbildung der Keramikmalerinnen verantwortlich. Zeitweise trug Hartmann die Verantwortung für bis zu 80 Malerinnen, bis sie im Dezember 1924 die Fabrik in Velten verließ. Ihre Nachfolge als Leiterin der Malabteilung trat 1925 die Keramikerin Elisabeth Dörr an.
Nach ihrer Heirat im Jahr 1924 trug Charlotte Hartmann den Doppelnamen Hartmann-Solle. Sie zog nach Nordrhein-Westfalen in die Stadt Lemgo und war ab diesem Zeitpunkt nur noch eingeschränkt künstlerisch tätig. Aus dieser Schaffenszeit der Künstlerin sind lediglich einige Webarbeiten und kleinformatige Aquarelle bekannt.

## Rezeption
Im Jahr 1921 beschrieb die Zeitung Der Hausrat Hartmanns Arbeit als ein erneutes Aufleben der Unterglasurmalerei per Hand und hob ihren Fokus auf die Anpassung der Malerei an die Charakteristika des Materials als herausragend hervor.
Auch Hedwig Bollhagen, eine der bekanntesten deutschen Keramikerinnen, lobte ihre ehemalige Vorgesetzte Charlotte Hartmann mit den Worten: „Die Fülle ihrer Ideen und die wirklich geniale Fähigkeit, traditionelle Formen und Dekors aufzugreifen und in neuer Frische hervorzubringen, mußten den ernstesten Dekorgegner entwaffnen.“

## Werke (Auswahl)
- Krug mit Paradiesgartendekor[7], Steingut mit Fayencemalerei, 1920–1923, Steingutfabrik Velten-Vordamm, im Ofen- und Keramikmuseum Velten
- Untersetzer mit Paradiesdekor[8], Steingut mit Dekor, 1925, Steingutfabrik Velten-Vordamm, im Museum Kurhaus Kleve
- Kaffeeservice, Steingut mit Dekor, 1925, Steingutfabrik Velten-Vordamm, im Bröhan-Museum Berlin